# 珍珠項鍊 (韓國電視劇)
《珍珠項鍊》（韓語：진주 목걸이）是韓國KBS於2003年9月20日起播放的週末連續劇。

## 故事簡介
鄭仁淑是事業女強人，同時擁有漂亮又能幹的女兒蘭珠。看似過著很美滿的生活，但這一切只是表面上的幸福。20年前，無法生育的仁淑被逼迫離婚，她一時衝動誘拐了女童，把全部心思投入在她身上，她就是蘭珠，如今已長大成人，但仁淑的內心始終一直掙扎著。
蘭珠有一個聰明能幹的男朋友俊赫，卻出現了歌舞劇導演金基南，剛開始彼此排斥對方，但經過相處後卻被對方所吸引。俊赫的媽媽偶然知道仁淑是不孕症的婦女，懷疑蘭珠的身分，進而反對俊赫和蘭珠的婚事，蘭珠只好放棄與俊赫的感情。基南從小有一個失蹤的妹妹，基南的父親因女兒失蹤而失智，家庭陷入了困境。
蘭珠與基南感情急速的發展，但不幸的事情繼續發生...

## 演員陣容
- 金有美 飾 朴蘭珠／金基瑛
- 金旻鍾 飾 金基南
- 尹泰榮 飾 黃俊赫
- 金海淑 飾 鄭仁淑
- 李正吉 飾 文泰勳
- 崔　蘭 飾 鄭明淑
- 金英玉 飾 徐馬子
- 朴元淑 飾 盧順福
- 鄭東煥 飾 金載滿
- 申允晶 飾 金基善
- 趙德賢 飾 崔大翰
- 蔡敏瑞 飾 吳妍晶
- 南宮珉 飾 黃俊浩
- 尹汝貞 飾 尹海明
- 李順載 飾 黃萬甲
- 韓　敏 飾 楊世拉
- 金研周 飾 崔秀智

## 外部連結
- 韓國KBS官方網站 （页面存档备份，存于） 
- 台灣台視官方網站 （页面存档备份，存于） （繁體中文）

| KBS 2TV 週末劇                             | KBS 2TV 週末劇                               | KBS 2TV 週末劇 |
| ------------------------------------------ | -------------------------------------------- | -------------- |
|                                            | 珍珠項鍊 （2003年9月20日－2004年3月14日）    |                |
| 保鑣向前衝 （2003年7月5日－2003年9月14日） | 愛情的條件 （2004年3月20日－2004年10月10日） |                |

| 臺灣 台視 星期一至五 20:00 - 21:30       | 臺灣 台視 星期一至五 20:00 - 21:30        | 臺灣 台視 星期一至五 20:00 - 21:30 |
| ---------------------------------------- | ----------------------------------------- | ---------------------------------- |
|                                          | 珍珠項鍊 （2006年4月27日－2006年6月14日） |                                    |
| 愛情共感 （2006年4月4日－2006年4月26日） | 黃金蘋果 （2006年6月15日－2006年7月21日） |                                    |